# Korlát
Korlát is een plaats (község) en gemeente in het Hongaarse comitaat Borsod-Abaúj-Zemplén. Korlát telt 315 inwoners (2001).